# Jacob de Reus
Jacob de Reus (Scheveningen, 30 september 1921 - Maastricht, 5 mei 2004) was een Scheveningse visser en Engelandvaarder.
Op zondagavond 16 maart kwamen zeven vissersjongens bijeen in Café Leen de Mos in de Keizerstraat in Scheveningen. Vandaar liepen ze naar de Tweede Haven waar de garnalenvlet KW 96 uit Katwijk klaar lag.
Samen met de andere jongens verliet de 19-jarige Jacob de Reus op 16 maart 1941 de Tweede Haven van Scheveningen met een motorvlet Anna. De anderen waren Leen Bruin, Rinus de Heijer, Krijn Kleijn, Hugo van Roon, Jacob Vrolijk en Henk Westerduin.
Ze peddelden met wat plankjes de haven uit zonder dat hun mast door de Duitse patrouille werd gezien. Eenmaal buitengaats startte Krijn Kleijn de motor. Door de motor in zijn achteruit te zetten kon hij voorkomen dat de vlet op de rotsen van het Zuidelijk havenhoofd kapotsloeg.
Maandag 17 maart zwaaiden ze met hun vlag naar de Hr. Ms. Pytchley om duidelijk te maken dat ze uit Nederland kwamen. De zeven jongens werden aan boord van de Pytchley genomen, waarna Westerduin ziek naar een hospitaal in Rosyth werd gebracht en de andere zes jongens naar Schotland voor verhoor door Scotland Yard. Onderweg werd de Pytchley nog lastiggevallen door een Duitse onderzeeër, maar die werd met dieptebommen tot zinken gebracht.
Maandag werd de ontsnapping door de Duitsers gemerkt. De vader van Leen Bruin, die schipper was op de reddingsboot, kreeg opdracht hen achterna te gaan en terug te halen.
Inmiddels werden de jongens in Schotland verhoord en daarna naar Londen gebracht waar ze op theebezoek bij koningin Wilhelmina gingen. Ze werden door twee auto's opgehaald, in de ene auto zat prins Bernhard, in de andere auto zat premier Gerbrandy. De zeven jongens kwamen allen bij de Koninklijke Marine en overleefden de oorlog.